# NHK Trophy de 2017
NHK Trophy de 2017 foi a trigésima oitava edição do NHK Trophy, um evento anual de patinação artística no gelo organizado pela Federação Japonesa de Patinação (em japonês:  日本スケート連盟), e que fez parte do Grand Prix de 2017–18. A competição foi disputada entre os dias 10 de novembro e 12 de novembro, na cidade de Osaka, Japão.

## Eventos
- Individual masculino
- Individual feminino
- Duplas
- Dança no gelo

## Medalhistas
| Evento                        | Ouro                               | Prata                                              | Bronze                                       |
| Individual masculino detalhes | Sergei Voronov · Rússia            | Adam Rippon · Estados Unidos                       | Alexei Bychenko · Israel                     |
| Individual feminino detalhes  | Evgenia Medvedeva · Rússia         | Carolina Kostner · Itália                          | Polina Tsurskaya · Rússia                    |
| Duplas detalhes               | Sui Wenjing · Han Cong · China     | Ksenia Stolbova · Fedor Klimov · Rússia            | Kristina Astakhova · Alexei Rogonov · Rússia |
| Dança no gelo detalhes        | Tessa Virtue · Scott Moir · Canadá | Madison Hubbell · Zachary Donohue · Estados Unidos | Anna Cappellini · Luca Lanotte · Itália      |

## Resultados

### Individual masculino
| Pos.              | Nome             | Nacionalidade    | Pontos | PC         | PL          |
| ----------------- | ---------------- | ---------------- | ------ | ---------- | ----------- |
| Medalha de ouro   | Sergei Voronov   | Rússia           | 271.12 | 90.06 (1)  | 181.06 (1)  |
| Medalha de prata  | Adam Rippon      | Estados Unidos   | 261.99 | 84.95 (4)  | 177.04 (2)  |
| Medalha de bronze | Alexei Bychenko  | Israel           | 252.07 | 85.52 (2)  | 166.55 (3)  |
| 4                 | Jason Brown      | Estados Unidos   | 245.95 | 85.36 (3)  | 160.59 (4)  |
| 5                 | Keegan Messing   | Canadá           | 235.80 | 80.13 (5)  | 155.67 (6)  |
| 6                 | Deniss Vasiļjevs | Letônia          | 234.80 | 76.51 (8)  | 158.29 (5)  |
| 7                 | Kazuki Tomono    | Japão            | 231.93 | 79.88 (6)  | 152.05 (7)  |
| 8                 | Dmitri Aliev     | Rússia           | 223.45 | 77.51 (7)  | 145.94 (9)  |
| 9                 | Michal Březina   | República Tcheca | 220.45 | 76.24 (9)  | 144.21 (10) |
| 10                | Nam Nguyen       | Canadá           | 214.51 | 65.82 (11) | 148.69 (8)  |
| 11                | Hiroaki Sato     | Japão            | 199.20 | 75.95 (10) | 123.25 (11) |
| WD                | Yuzuru Hanyu     | Japão            | —      | — (WD)     |             |

### Individual feminino
| Pos.              | Nome              | Nacionalidade  | Pontos | PC         | PL          |
| ----------------- | ----------------- | -------------- | ------ | ---------- | ----------- |
| Medalha de ouro   | Evgenia Medvedeva | Rússia         | 224.39 | 79.99 (1)  | 144.40 (1)  |
| Medalha de prata  | Carolina Kostner  | Itália         | 212.24 | 74.57 (2)  | 137.67 (3)  |
| Medalha de bronze | Polina Tsurskaya  | Rússia         | 210.19 | 70.04 (3)  | 140.15 (2)  |
| 4                 | Mirai Nagasu      | Estados Unidos | 194.46 | 65.17 (5)  | 129.29 (4)  |
| 5                 | Satoko Miyahara   | Japão          | 191.80 | 65.05 (6)  | 126.75 (6)  |
| 6                 | Alena Leonova     | Rússia         | 190.95 | 63.61 (7)  | 127.34 (5)  |
| 7                 | Rika Hongo        | Japão          | 187.83 | 65.83 (4)  | 122.00 (7)  |
| 8                 | Yuna Shiraiwa     | Japão          | 171.94 | 57.34 (8)  | 114.60 (8)  |
| 9                 | Mariah Bell       | Estados Unidos | 166.04 | 57.25 (9)  | 108.79 (10) |
| 10                | Nicole Rajičová   | Eslováquia     | 159.78 | 53.36 (10) | 106.42 (11) |
| 11                | Alaine Chartrand  | Canadá         | 159.36 | 49.60 (12) | 109.76 (9)  |
| 12                | Park So-youn      | Coreia do Sul  | 135.79 | 51.54 (11) | 84.25 (12)  |

### Duplas
| Pos.              | Nome                                  | Nacionalidade  | Pontos | PC        | PL         |
| ----------------- | ------------------------------------- | -------------- | ------ | --------- | ---------- |
| Medalha de ouro   | Sui Wenjing / Han Cong                | China          | 234.53 | 79.43 (1) | 155.10 (1) |
| Medalha de prata  | Ksenia Stolbova / Fedor Klimov        | Rússia         | 222.74 | 75.05 (2) | 147.69 (2) |
| Medalha de bronze | Kristina Astakhova / Alexei Rogonov   | Rússia         | 203.64 | 70.47 (3) | 133.17 (3) |
| 4                 | Julianne Séguin / Charlie Bilodeau    | Canadá         | 194.37 | 63.98 (5) | 130.39 (4) |
| 5                 | Alexa Scimeca Knierim / Chris Knierim | Estados Unidos | 192.51 | 65.86 (4) | 126.65 (5) |
| 6                 | Miriam Ziegler / Severin Kiefer       | Áustria        | 171.13 | 62.61 (6) | 108.52 (6) |
| 7                 | Sumire Suto / Francis Boudreau-Audet  | Japão          | 156.52 | 51.69 (7) | 104.83 (7) |
| 8                 | Miu Suzaki / Ryuichi Kihara           | Japão          | 139.98 | 44.83 (8) | 95.15 (8)  |

### Dança no gelo
| Pos.              | Nome                                         | Nacionalidade  | Pontos | DC         | DL         |
| ----------------- | -------------------------------------------- | -------------- | ------ | ---------- | ---------- |
| Medalha de ouro   | Tessa Virtue / Scott Moir                    | Canadá         | 198.64 | 80.92 (1)  | 117.72 (1) |
| Medalha de prata  | Madison Hubbell / Zachary Donohue            | Estados Unidos | 188.35 | 76.31 (2)  | 112.04 (2) |
| Medalha de bronze | Anna Cappellini / Luca Lanotte               | Itália         | 186.56 | 75.87 (3)  | 110.69 (3) |
| 4                 | Victoria Sinitsina / Nikita Katsalapov       | Rússia         | 177.15 | 72.49 (4)  | 104.66 (4) |
| 5                 | Laurence Fournier Beaudry / Nikolaj Sørensen | Dinamarca      | 164.40 | 65.34 (6)  | 99.06 (5)  |
| 6                 | Alexandra Nazarova / Maxim Nikitin           | Ucrânia        | 160.88 | 63.33 (7)  | 97.55 (6)  |
| 7                 | Penny Coomes / Nicholas Buckland             | Reino Unido    | 158.15 | 65.64 (5)  | 92.51 (9)  |
| 8                 | Marie-Jade Lauriault / Romain Le Gac         | França         | 157.62 | 62.79 (8)  | 94.83 (7)  |
| 9                 | Kana Muramoto / Chris Reed                   | Japão          | 156.41 | 61.82 (9)  | 94.59 (8)  |
| 10                | Misato Komatsubara / Timothy Koleto          | Japão          | 132.41 | 53.83 (10) | 78.58 (10) |

## Quadro de medalhas
| Ordem | País           | Medalha de ouro | Medalha de prata | Medalha de bronze |    | Ordem por total |
| ----- | -------------- | --------------- | ---------------- | ----------------- | -- | --------------- |
| 1     | Rússia         | 2               | 1                | 2                 | 5  | 1               |
| 2     | Canadá         | 1               |                  |                   | 1  | 4               |
| 2     | China          | 1               |                  |                   | 1  | 4               |
| 4     | Estados Unidos |                 | 2                |                   | 2  | 2               |
| 5     | Itália         |                 | 1                | 1                 | 2  | 2               |
| 6     | Israel         |                 |                  | 1                 | 1  | 4               |
| TOTAL | TOTAL          | 4               | 4                | 4                 | 12 | —               |